# Jules Carette
Jules Félix Carette (Kortrijk, 4 juli 1866 - aldaar, 23 december 1927) was een Vlaams architect. Hij realiseerde vooral in zijn geboortestad Kortrijk talrijke woningen en kerken in neogotische stijl in de nieuwe wijken van de stad. Hij was een tijds- en stadsgenoot van architect Richard Acke die veeleer streefde naar een sobere, eigentijdse architectuur.

## Loopbaan
Na zijn humaniora studeerde Carette architectuur aan het Sint-Lucasinstituut te Gent, waar hij in 1889 de eerste laureaat werd. Hij was leerling van architect Jean-Baptiste Bethune. In zijn latere beroepsloopbaan opteerde Carette in zijn ontwerpen hoofdzakelijk voor de neogotiek. Naast de talrijke religieuze ontwerpen voor diverse kerken, waaronder de congregatiekapel van de Sint-Rochuskerk van Geluwe en de Sint-Elooiskerk van Ruddervoorde, bouwde hij tevens voor de burgerij en voor publieke instellingen zoals scholen en medische centra.
Hij had veel belangstelling voor oudheidkunde en werd reeds in 1891 lid van de Museumcommissie van Kortrijk. Tevens was hij lid van de Geschied- en Oudheidkundige Kring van Kortrijk.